# Petr Jiráček
Petr Jiráček, né le 2 mars 1986 à Sokolov (Tchécoslovaquie, aujourd'hui Tchéquie), est un footballeur international tchèque qui évolue au poste de milieu de terrain au FC Zlín.

## Biographie
Jiráček commence à jouer au football à l'âge de cinq ans dans le club local de son village, le Sokol Tuchorice. À l'âge de 10 ans, il est repéré au niveau régional et rejoint le Banik Sokolov (club de D2 tchèque) dans lequel il passe dix ans. En 2006, il signe son premier contrat professionnel avec le Banik Sokolov. En 2008, après deux saisons en deuxième division, il est transféré au FC Viktoria Plzeň. En 2010, il remporte son premier trophée en gagnant la Coupe de Tchéquie suivie quelques mois plus tard de la Supercoupe. Un an plus tard, il remporte le championnat de Tchéquie.
Après un court passage au VfL Wolfsburg, il signe pour quatre ans au Hambourg SV le 29 août 2012. La même année, il dispute l'Euro 2012, compétition durant laquelle il inscrit deux buts : face à la Grèce puis face à la Pologne au premier tour. 
Le 25 août 2015, après trois ans en Allemagne, il rentre au pays en s'engageant pour quatre ans avec le Sparta Prague.

## Palmarès
- Viktoria Plzeň
  - Vainqueur du Championnat de Tchéquie en 2011.
  - Vainqueur de la Coupe de Tchéquie en 2010.
  - Vainqueur de la Supercoupe de Tchéquie en 2011.

## Statistiques
| Saison    | Club           | Pays           | Championnat        | Coupes nationales | Coupe d'Europe | Sélection         |
| --------- | -------------- | -------------- | ------------------ | ----------------- | -------------- | ----------------- |
| 2008-2009 | Viktoria Plzeň | Gambrinus Liga | 29 matchs / 1 but  | 5 matchs / 1 but  | -              | -                 |
| 2009-2010 | Viktoria Plzeň | Gambrinus Liga | 26 matchs / 1 but  | 7 matchs          | -              | -                 |
| 2010-2011 | Viktoria Plzeň | Gambrinus Liga | 29 matchs / 5 buts | 7 matchs / 1 but  | 2 matchs (C3)  | -                 |
| 2011-2012 | Viktoria Plzeň | Gambrinus Liga | 16 matchs / 4 buts | 1 match           | 11 matchs (C1) | 5 matchs / 1 but  |
| 2011-2012 | VfL Wolfsburg  | Bundesliga     | 13 matchs / 2 buts | -                 | -              | 7 matchs / 2 buts |
| 2012-2013 | VfL Wolfsburg  | Bundesliga     | -                  | -                 | -              | 1 match           |
| 2012-2013 | Hambourg SV    | Bundesliga     | 13 matchs / 1 but  | -                 | -              | 7 matchs          |

Dernière mise à jour le 19 mai 2013

### Buts en sélection
| Buts en sélection de Petr Jiráček | Buts en sélection de Petr Jiráček | Buts en sélection de Petr Jiráček | Buts en sélection de Petr Jiráček | Buts en sélection de Petr Jiráček | Buts en sélection de Petr Jiráček | Buts en sélection de Petr Jiráček |
| #                                 | Date                              | Lieu                              | Adversaire                        | Score                             | Résultats                         | Compétitions                      |
| --------------------------------- | --------------------------------- | --------------------------------- | --------------------------------- | --------------------------------- | --------------------------------- | --------------------------------- |
| 1                                 | 15 novembre 2011                  | Podgorica City Stadium, Podgorica | Monténégro                        | 1-0                               | 1-0                               | Barrages Euro 2012                |
| 2                                 | 12 juin 2012                      | Stade municipal, Wrocław          | Grèce                             | 1-0                               | 2-1                               | Euro 2012                         |
| 3                                 | 16 juin 2012                      | Stade municipal, Wrocław          | Pologne                           | 1-0                               | 1-0                               | Euro 2012                         |